# Minerva (KGI)
Minerva je systém vysokoškolského vzdělávání, který sídlí v San Franciscu v Kalifornii a vznikl pod záštitou soukromé školy Kerk Graduate Institut v Claremontu a projektu Minerva. Jedná se o vysokou školu, která nabízí čtyřletý bakalářský program podle amerického systému vzdělávání a dvouletý magisterský program se zaměřením na vědu.  Projekt Minerva se specializuje na vytvoření vzdělávací platformy, která je efektivnější a modernější než tradiční systémy. Míra přijetí (1,9 %) je nižší, než na běžné Ivy League univerzity, kterou je například Harvard.  

## Historie
V roce 2012 začala spolupráce Bena Nelsona a společnosti podporující startupy Benchmark, což dalo za vznik nápadu na vytvoření univerzity budoucnosti, která by aktivně připravovala studenty na budoucnost. Minerva projekt získal 25 milionů dolarů a stal se součástí Kerkova institutu. V dubnu roku 2012 byl představen projekt vytvoření systému vysokoškolského vzdělání ve spolupráci s Kerk Graduate Institute, pod kterým se nachází systém moderního vzdělání pojmenovaný podle řecké bohyně moudrosti - Minerva. Na podzim roku 2014 započalo své studium v San Franciscu pod záštitou Minervy 29 studentů. V roce 2015 bylo do prvního ročníku přijato přes 100 studentů a každý rok počty stále narůstají. 

## Bakalářský program
Cílem čtyřletého bakalářského programu je ve studentech rozvíjet jejich intelektové a profesní schopnosti, kritické myšlení a osobnostní růst. Minerva vybírá skrze přijímací zkoušky studenty z různých konců světa a různých kulturních pozadí, ale výběr závisí na jejich motivaci a zkušenostech, není omezen kapacitou. Co se týče procentuálního rozčlenění, do bakalářského programu je během roku 2020 zapojeno 78 % neamerických studentů. V roce 2016 se do prvního ročníku dostalo 158 z 16 tisíc uchazečů.  Přijímací zkoušky neprobíhají pomocí klasických testů, ale skládají se ze zkoušky a pohovorů. Na zkoušce uchazeč dostat otázky typu "Máte osm minut na to, abyste vymysleli co nejvíce způsobů využití ledu", nebo "Co nejhoršího Vám v životě někdo udělal a jak jste to zvládli?". Vybraní studenti následně tráví čtyři roky studia v sedmi různých zemích světa, kam jsou každý semestr přesouváni. První a poslední semestr, tedy začátek a konec studia probíhá v San Franciscu. Dále studenti absolvují semestry programu v Soulu, Hyderabádu, Berlíně, Buenos Aires, Londýně a Tchaj-pej. Do bakalářského programu se hlásí i studenti, kteří již mají zkušenost se studiem klasické vysoké školy, kterou buď dostudovali, nebo její studium přerušili. 

### Ubytování a výuka
Studenti jednotlivých ročníků jsou ubytováni ve společných prostorách - rezidencích v jednotlivých městech. Myšlenka programu je, aby se město stalo kampusem studentů a nebyli uzavřeni na jednom místě, kde by trávili všechen čas. Výuka probíhá pomocí online platformy Active learning forum, kam se žáci připojují ze svých počítačů. Jsou rozděleni do skupin po 19 studentech s jedním profesorem, se kterým probírají daná témata a učivo. Vyučující mají, díky malému počtu studentů v konkrétních třídách možnost dávat konstruktivní zpětnou vazbu každému téměř ihned. Netradičně od klasického vzdělávání studenti nedostávají úkoly na hodině, ale zpracovávají tzv. "přípravu na hodinu", díky které již před probíráním látky nahlédnout do její problematiky a znalosti jsou na hodině blíže vysvětlovány, rozvíjeny a aplikovány. Výuka je svým stylem velice náročná, protože vyžaduje větší aktivitu, než při běžné frontální výuce. Studenti v průběhu semestru zpracovávají projekty, které jsou většinou praktickou aplikací naučené látky, která nemusí být pouze online, ale může se jednat o práci v komunitě daného města. Ubytování a výuka je zcela hrazena školou a proto dává příležitost studentů z nižších sociálních vrstev, kteří si nemohou vysokoškolské vzdělání dovoli.  Studentům jsou také nabízeny možnosti návštěvy sídel firem, které jsou v daných městech díky pronájmům, takže mohou studenti plnit své úkoly a pracovat na projektech v zasedacích místnostech firem jako je Google.

#### 1. rok - Základ
První rok je věnován osvojení společných základů ve čtyřech různých oblastech. Jedná se o kritické myšlení, kreativní myšlení, efektivní komunikaci a efektivní interakce. Tyto oblasti jsou vyučovány skrze 4 základní předměty, kterými jsou formální analýza, empirická analýza, komplexní systémy a multimodální komunikace. Studenti jsou učeni jak efektivně pracovat individuálně i v týmu. Kurzy jsou strukturovány tak, aby předvedly využití všech čtyř základních kamenů prvního roku studia v různých oblastech. Jednotlivé koncepty jsou aplikovány na různé úrovně studia, na kterých se ukazuje propojenost různých oborů, jako je například biologie, počítačové vědy, zdravotnictví a psychologie. Jedná se o systém výuky induktivním směrem. 

#### 2. rok - Směr
V průběhu druhého roku student ve spolupráci s akademickým pracovníkem volí hlavní oblast, které se bude věnovat do konce studia. Může si zvolit jeden z pěti zaměření, který jsou umění a humanitní vědy, byznys, výpočetní techniky a přírodní a sociální vědy. Zaměření nejsou striktně ohraničena, je dbáno, aby byla stále probírána ve vší komplexnosti k ostatním vědám.

#### 3. rok - Zaměření
Ve třetím roce si student volí konkrétní zaměření v oblasti, kterou si zvolil v druhém roce. Začíná také pracovat na svém závěrečném projektu, který bude v budoucnu jeho vizitkou v počátku profesní kariéry.

#### 4. rok - Syntéza
Během čtvrtého roku student ukončuje práci na projektu prezentující originální příspěvek danému oboru, který nebyl do té doby uveden. Student sepíše celý postup přípravy do závěrečné práce, která je na konci roku prezentována pro všechny studenty a profesory. Souběžně s prací na projektu student absolvuje dva kurzy zaměřené na praktickou aplikaci a práci v oblasti, na kterou se zaměřuje. Na závěr roku probíhá hromadná prezentací prací pro všechny studenty a vyučující. Studenti také pomáhají vyučujícím designovat hodiny kurzů a podílí se na jejich vedení. 

### Mimoškolní aktivity
Mimo online výuku je program připraven tak, aby studenti trávili čas jak společně se svými spolužáky, tak v lokálních komunitách, nebo organizacích. Díky společným aktivitám mají studenti možnost se učit sami od sebe, díky odlišným kulturním pozadím. Ročníky sdílejí tradiční aktivity jako jsou společná jídla, během kterých se ochutnávají tradiční jídla z různých částí světa, další aktivitou jsou prezentace zemí, ze kterých studenti pocházejí, jejich historií, ale také svých vlastních historií a cest, kterými si studenti museli projít. Co se týče aktivit, které si studenti tvoří sami, patří mezi ně tzv. "MiCos" Minerva Communities, což jsou studentské spolky různých zaměření, do kterých se může připojit kdokoliv. Studenti mohou volit z dobrovolné mimoškolní aktivity, ale i zapojovat se do chodu lokálních organizací. Minerva také pro studenty pořádá diskuze a prezentace externích hostů, kteří referují o svých zkušenostech. Během seznamování se s chodem dané společnosti si může student volit místo, kde bude zpracovávat závěrečný projekt a také společnost, s jejíž pomocí může student pracovat, což nabízí kolaborace Minervy s firmami jako je Google, Khan Academy, IDEO a další. 

### Hodnocení
Hodnocení je prováděno skrze převod známky na GPA. Studenti jsou hodnoceni na základě projektů a práce v kurzech. Hodnocení písmeny je od A-F a jednotlivá písmeny kromě D a F jsou rozdělena na např. A+, které jsou děleny na 5 slovních hodnocení a na 4 GPA body. Student potřebuje nejméně hodnocení D, aby splnil požadavky kurzu.

## Magisterský program
Magisterský program již není, jako bakalářský, veden z různých konců světa. Probíhá online, ale místo výuky již Minerva nezabezpečuje. Magisterský program trvá 21 měsíců a jedná se buď o poloviční úvazek, je možné se přihlásit i na plní úvazek. Kurzy výuky jsou již pokročilejší a stejně tak i závěrečná výzkumná práce. Na magisterské studenty dohlíží poradci a program nabízí služby jako je koučování, nebo možnosti zisku kontaktů v daných odvětvích. Na závěrečný projekt dohlíží jeden člen fakulty a následně i odborník z daného oboru. 